# Konjska Reka
Konjska Reka (Servisch cyrillisch Коњска Река) is een plaats in de Servische gemeente Bajina Bašta. De plaats telt 112 inwoners (2002).